# Lo-Ammi
Lo-Ammi – postać biblijna z Księgi Ozeasza.
Syn Ozeasza i Gomer. Jego imię oznacza „Nie mój lud”, gdyż Bóg uznał, że nie jest ich Bogiem, ani oni Jego ludem. Patrz Oz 1,9.